# Halicsi Mária magyar királyné
Halicsi Mária (1290 előtt – 1309 körül), a Rurik-dinasztiából származó hercegnő, I. Károly magyar király első feleségeként magyar királyné. Gyakran mossák össze Károly második hitvesével, Beuteni Mária királynéval, így létezését a történészek egy része vitatja.
Létezésére a korabeli források közül két adat mutathat. Egy névtelen francia szerzetes szerint az igen daliás Leó halicsi királynak „a leányát vette mostanában feleségül Magyarország királya, Károly”. A másik Károly 1326. évi oklevele, amely szerint Kijevi Nagyfejedelemségben egykor „országunk bizonyos hű báróival a célból mentünk, hogy első feleségünket magunkkal hozzuk”. Az oklevélben leírt egyéb események pedig a vizsgálatok szerint 1304–1306-ban történtek. Egy harmadik oklevélben, egy 1323-as adománylevélben pedig Károly király első feleségére mint Máriára hivatkozik.
1306. június 23-án „Mária királyné” kiadott egy oklevelet. Ezek szerint ez nem a lengyel Beuteni Mária királyné, hanem a Halicsi Mária volt. Az oklevelet gyűrűjével pecsételte meg, tehát nem volt még kész a királynéi pecsétje, azaz nem sokkal az oklevél kiadása előtt lett a király felesége. Frissen lett királynéi mivoltára utal az is, hogy az oklevél nem említ még királynéi méltóságviselőket, míg két évvel később már felbukkan a királynéi tárnokmester, királynéi udvarbíró, királynéi udvari kancellár. 1306 és 1309 között van nyoma a tisztségviselők említésén keresztül annak, hogy Károly házasságban él, azután 1309 és 1311 közepe között nincs, majd ezt követően újból van. 1311-től pedig, bár a régi tisztségviselők még élnek, megváltozik azok személye, ami új királynéi udvarra, azaz új királynéra utal, aki már Beuteni Mária lehetett.

## Forrás
1. 1 2 3 4  Kristó Gyula:  Károly Róbert családja.  AETAS,  XX. évf.  4. sz. (2005)   14–28. o. arch Hozzáférés: 2011. május 13.

| Halicsi Mária Rurik-dinasztia Született: 1290 előtt Elhunyt: 1309 körül |                                       |                         |
|                                                                         |                                       |                         |
| Előző Tescheni Viola                                                    | Magyar és horvát királyné 1308 – 1309 | Következő Beuteni Mária |